# كرغي بايين
كرغي بايين (بالفارسية: کرگی پایین) هي قرية تقع في قسم باهوكلات الريفي (مقاطعة تشابهار) في إيران. يقدر عدد سكانها بـ 436 نسمة بحسب إحصاء 2016.